# Börje
Cette page présente le prénom Börje ainsi que ses variantes.

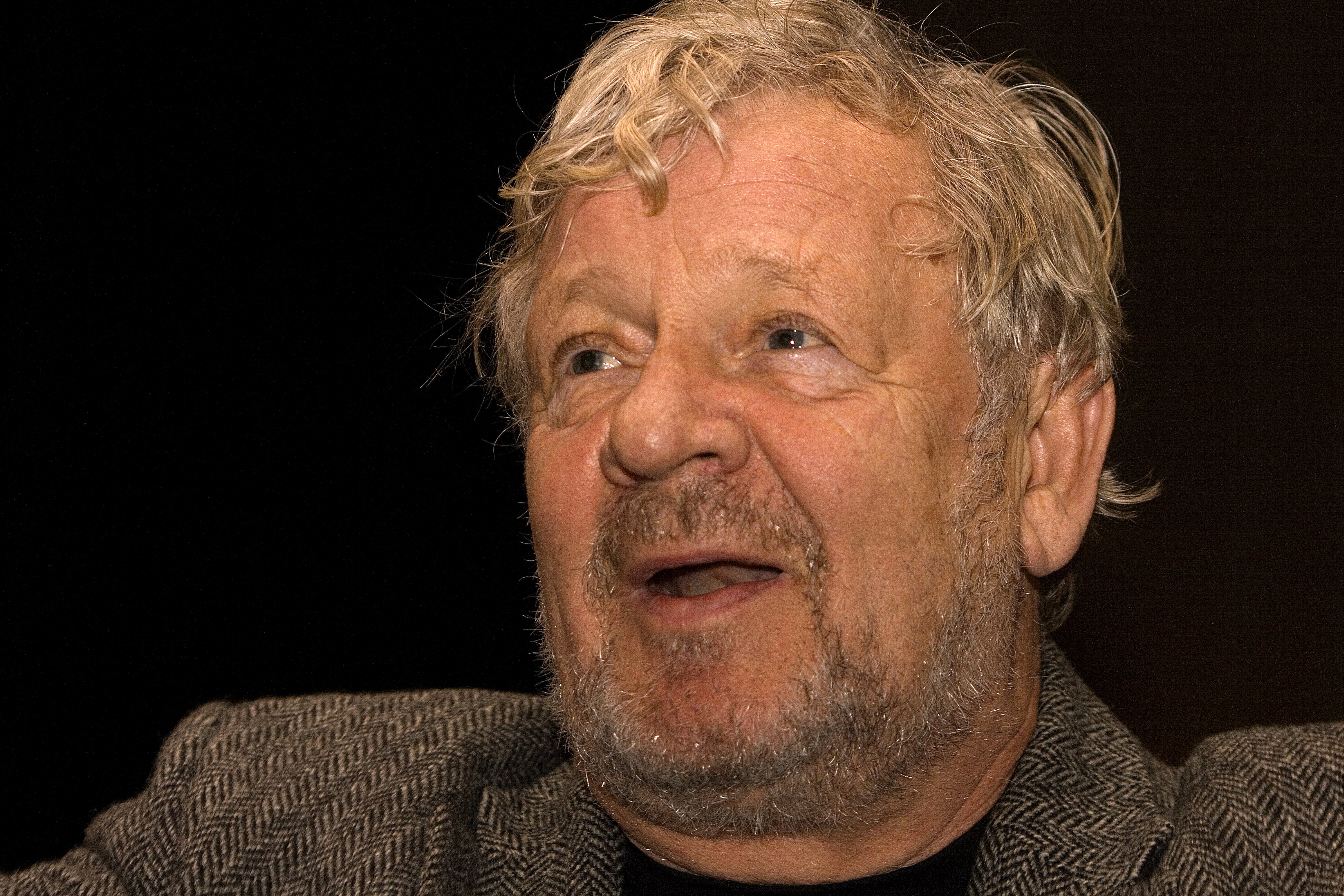
L'acteur suédois Börje Ahlstedt.

Börje est un prénom masculin scandinave dérivé du vieux norrois Birgir « assistant, auxiliaire » ; variante de Birger, c'est l'équivalent suédois du prénom dano-norvégien Børge.
Le prénom Börje est à l'origine du patronyme suédois Börjesson signifiant « Fils de Börje ».

## Personnalités portant ce prénom
- Börje Ahlstedt (1939–), acteur suédois ;
- Börje Hellström (1957–), écrivain suédois ;
- Börje Leander (1918–2003), footballeur suédois ;
- Börje Salming (1951-), joueur de hockey sur glace suédois ;
- Börje Tapper (1922–1981), joueur de football suédois.
- Pour l'ensemble des articles sur les personnes portant ce prénom, consulter :
  - la liste des articles dont le titre commence par ce prénom
  - les listes produites par Wikidata : Liste des personnes de prénom « Börje » — même liste en incluant les éventuels prénoms composés qui contiennent « Börje ».